# Hannah Hoekstra
Hannah Hoekstra (Roterdã, 2 de agosto de 1987) é uma atriz neerlandesa.

## Carreira
Em 2010, Hoekstra se formou na Academia de Teatro de Amsterdã, onde estudou desde 2006. Durante a formação participou da peça Underground do diretor Johan Simons. No ano seguinte, estreou na TV, fazendo um pequeno papel na série de TV Flikken Maastricht. Sua descoberta veio em 2012, quando ela foi escalada para o filme Hemel, de Sacha Polak. O filme foi exibido no Festival de Cinema de Berlim e recebeu o prêmio especial FIPRESCI. Ela também recebeu o Prêmio Bezerro de Ouro no Festival de Cinema dos Países Baixos, e foi indicada ao Prêmio Rembrandt. Ela foi recebeu o Prêmio Shooting Stars, apresentado pelo Conselho de Promoção do Cinema Europeu no 67º Festival Internacional de Cinema de Berlim.

## Filmografia
| Ano  | Título                   | Papel    | Notas                                                                                     |
| ---- | ------------------------ | -------- | ----------------------------------------------------------------------------------------- |
| 2012 | Manslaughter             | Judith   |                                                                                           |
| 2012 | Hemel                    | Hemel    | Venceu—Bezerro de Ouro de Melhor Atriz                                                    |
| 2013 | App                      | Anna     |                                                                                           |
| 2014 | The Canal                | Alice    |                                                                                           |
| 2016 | The Fury                 | Tiny     | Venceu—Melhor Atriz (Montreal World Film Festival) Venceu—Bezerro de Ouro de Melhor Atriz |
| 2019 | Patrick                  | Nathalie |                                                                                           |
| 2019 | Charlie's Angels         | Ingrid   |                                                                                           |
| 2020 | My Father Is an Airplane |          |                                                                                           |
| 2021 | Love in a Bottle         | Lucky    |                                                                                           |
| 2023 | Cocaine Bear             | Elsa     |                                                                                           |